# Еккенталь
Еккенталь (нім. Eckental) — громада в Німеччині, розташована в землі Баварія. Підпорядковується адміністративному округу Середня Франконія. Входить до складу району Ерланген-Гехштадт.
Площа — 29,71 км2. Населення становить 14 614 ос. (станом на 31 грудня 2020).